# Serra del Terme Gros
La Serra del Terme Gros és una serra entre els municipis de Massanes i de Sant Feliu de Buixalleu a la comarca de la Selva, amb una elevació màxima de 309 metres.